# Tremulina
Tremulina is een geslacht uit de familie Restionaceae. De soorten komen voor in Zuidwest-Australië.

## Soorten
- Tremulina cracens B.G.Briggs & L.A.S.Johnson
- Tremulina tremula (R.Br.) B.G.Briggs & L.A.S.Johnson